# Twierdzenie Pappusa
Twierdzenie Pappusa – twierdzenie geometrii euklidesowej, nazwane od Pappusa z Aleksandrii. Występuje w kilku wersjach:

## Postać afiniczna
Jeśli wierzchołki sześciokąta leżą na przemian na dwóch prostych {\displaystyle a} i {\displaystyle b} i dwie pary przeciwległych boków są parami boków równoległych, to również boki trzeciej pary są do siebie równoległe.
Płaszczyznę geometrii afinicznej, na której spełnione jest to twierdzenie nazywamy pappusową płaszczyzną afiniczną.
Twierdzenie to jest spełnione w szczególności dla płaszczyzny euklidesowej, jednak nie daje się wyprowadzić z oryginalnych postulatów geometrii euklidesowej, co jest dowodem niezupełności tej aksjomatyki.

### Małe twierdzenie Pappusa
Twierdzenie Pappusa gdzie {\displaystyle a} i {\displaystyle b} dodatkowo są równoległe.

## Postać rzutowa

Jeśli wierzchołki sześciokąta leżą na przemian na dwóch prostych to punkty przecięcia par prostych zawierających przeciwległe boki są współliniowe.
Płaszczyznę geometrii rzutowej na której spełnione jest to twierdzenie nazywamy pappusową płaszczyzną rzutową.
W szczególności pappusowymi płaszczyznami rzutowymi są wszystkie płaszczyzny geometrii eliptycznej.
Płaszczyzny geometrii hiperbolicznej nie są nigdy pappusowymi płaszczyznami afinicznymi ani rzutowymi, możliwe jest jednak ich zanurzenie w pappusową płaszczyznę rzutową.